# Ambelókipi
Ambelókipi (en grec moderne : Αμπελόκηποι) est un quartier d'Athènes, en Grèce. Il se trouve à l'est des avenues Kifisías et Alexándras et est traversé par les avenues Mesogeíon et Kateráki.

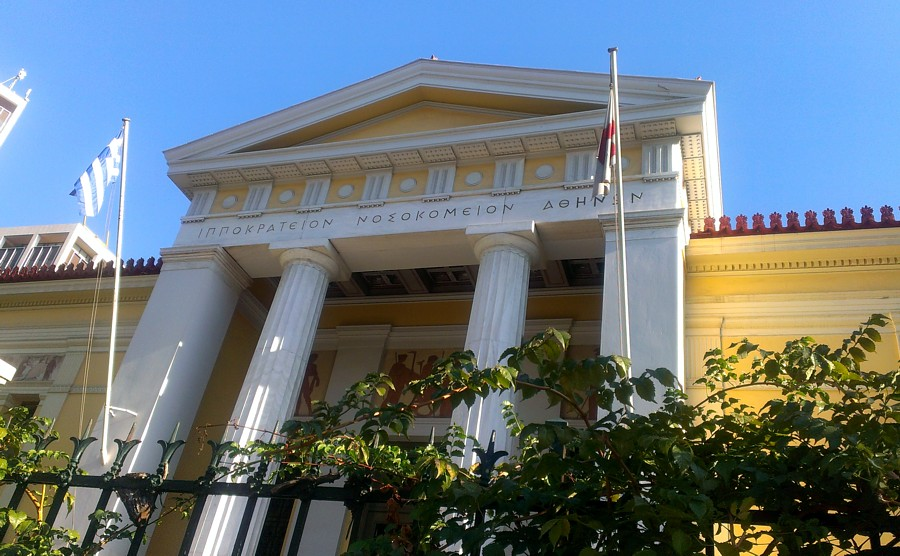
Ipokrátio
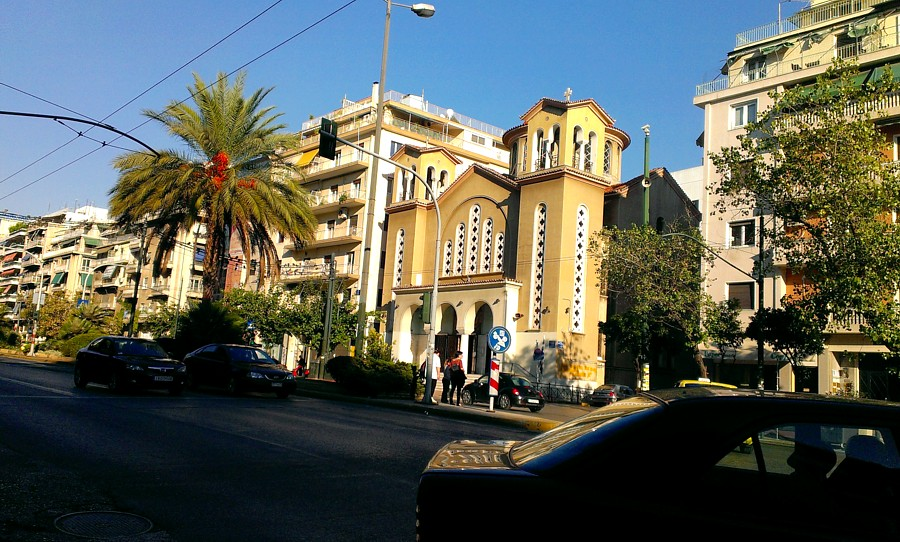
Avenue Kifisías
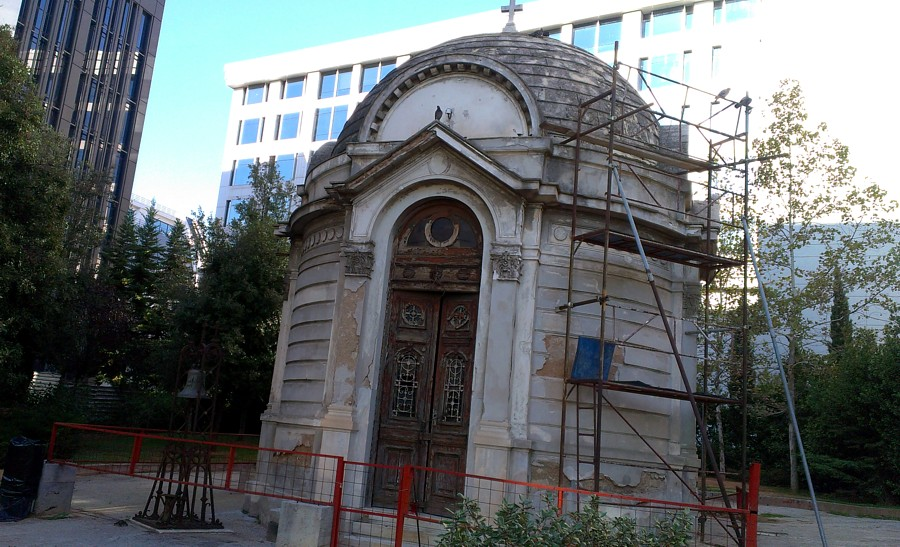
Agios Nikόlaos (Saint Nicolas)